# Шермити, Амин
Амин Шермити (фр. Amine Chermiti; 26 декабря 1987, Сфакс) — тунисский футболист, нападающий.

## Карьера

### Клубная
С августа 2008 года принадлежал берлинской «Герте», в «Аль-Иттихаде» находился в аренде до лета 2010 года. После окончания аренды 5 июля 2010 года подписал контракт со швейцарским «Цюрихом» до лета 2014 года.

### В сборной
В составе сборной Туниса принимал участие в Кубке африканских наций 2008, 2010, 2012 и 2015 годов. На турнире 2010 года забил гол в ворота сборной Камеруна.

## Достижения
- Обладатель Кубка Швейцарии: 2014